# مارك ديفيس (لاعب كرة سلة مواليد 1973)
مارك ديفيس (بالإنجليزية: Mark Davis)‏ مواليد 26 أبريل 1973 في ثيبودوكس، هو لاعب كرة سلة أمريكي سابق. بدأ مسيرته الاحترافية في سنة 1995. تم اختياره من قبل فريق مينيسوتا تمبر ولفز خلال الدرافت. يبلغ طوله 6 قدم 7 بوصة (2.0 م). اعتزل اللعب في 2009. أحرز خلال مسيرته في الإن بي إيه 1261 نقطة بمعدل 5.5 نقاط في المباراة الواحدة.

## المسيرة الاحترافية
لعب مع مينيسوتا تمبر ولفز في موسم 1995–1996، ثم لعب مع فيلادلفيا سفنتي سيكسرز من سنة 1996 إلى 1998، ثم لعب مع ميامي هيت في سنة 1999، ثم لعب مع غولدن ستايت ووريورز في سنة 2000، ثم لعب مع فيولا ريدجو كالابريا في الدوري الإيطالي في سنة 2000.

## روابط خارجية
- مارك ديفيس على موقع إن بي أي (الإنجليزية)
- مارك ديفيس على موقع سبورتس رفرنس (الإنجليزية)
- مارك ديفيس على موقع كرة السلة الأوروبية.كوم (الإنجليزية)
- مارك ديفيس على موقع كلية كرة السلة في سبورتس رفرنس.كوم (الإنجليزية)
- مارك ديفيس على موقع ريلجم (الإنجليزية)
- مارك ديفيس على موقع بروبوليرز (الإنجليزية)
- مارك ديفيس على موقع سبورتس رفرنس (الإنجليزية)